# Assemblée législative des Territoires du Nord-Ouest
Pour les articles homonymes, voir Assemblée législative.
20e législature des
Territoires du Nord-Ouest
Édifice de l'Assemblée législative (en)
L'Assemblée législative des Territoires du Nord-Ouest (en anglais : Legislative Assembly of the Northwest Territories) est la législature monocamérale et le siège du gouvernement du territoire canadien des Territoires du Nord-Ouest. Elle siège à Yellowknife.

## Description

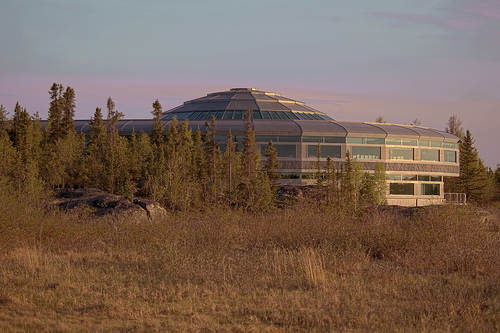
Édifice de l'Assemblée législative des Territoires du Nord-Ouest à Yellowknife.

Il s'agit de la 20e Assemblée législative des Territoires du Nord-Ouest, et la 24e législature dans l'histoire des Territoires du Nord-Ouest.
Malgré des tentatives de la part de partis politiques de présenter des candidats aux élections, la législature demeure non-partisane depuis 1905.
Le Northwest Territories Legislative Building, inauguré en 1994, est une création des architectes de Pin/Taylor Architects de Yellowknife et l'aménagement paysager du site a été conçu par la paysagiste canadienne Cornelia Oberlander.

## Liste des présidents (depuis 1975)
- David Searle : 1er mai 1975 – 13 novembre 1979
- Robert H. MacQuarrie : 13 novembre 1979 – 22 octobre 1980
- Donald Morton Stewart : 22 octobre 1980 – 12 novembre 1987
- Red Pedersen : 12 novembre 1987 – 18 octobre 1989
- Richard Nerysoo : 19 octobre 1989 – 13 novembre 1991
- Michael Ballantyne : 13 novembre 1991 – 10 novembre 1993
- Jeannie Marie-Jewell : 13 novembre 1993 – 15 décembre 1994
- Brian Lewis (intérim) : 15 décembre 1994 – 15 février 1995
- Samuel Gargan : 15 février 1995 – 18 janvier 2000
- Tony Whitford : 19 janvier 2000 – 11 décembre 2003
- David Krutko : 11 décembre 2003 – 1er juin 2004
- Paul Delorey : 1er juin 2004 – 3 octobre 2011
- Jackie Jacobson : 3 octobre 2011 – 23 novembre 2015
- Jackson Lafferty : 16 décembre 2015 – 24 octobre 2019
- Frederick Blake Jr : 24 octobre 2019 - en cours